# Agni (ayurvéda)
Pour les articles homonymes, voir Agni.
En médecine ayurvédique (la médecine hindoue qui soigne avec des plantes), Agni (sanskrit en devanāgarī : अग्नि qui signifie « feu ») est un des trois fondamentaux, un des trois repères, une des trois "humeurs" sur lesquelles il faut agir pour atteindre l'équilibre qui donne la santé. Les deux autres sont Sūrya et Vāyu, respectivement le soleil et l'air.

## Source
- Swami Satyananda Saraswati, Kundalini Tantra, publié en France chez éditions Swam,  (ISBN 9782950338976).